# 메주고레

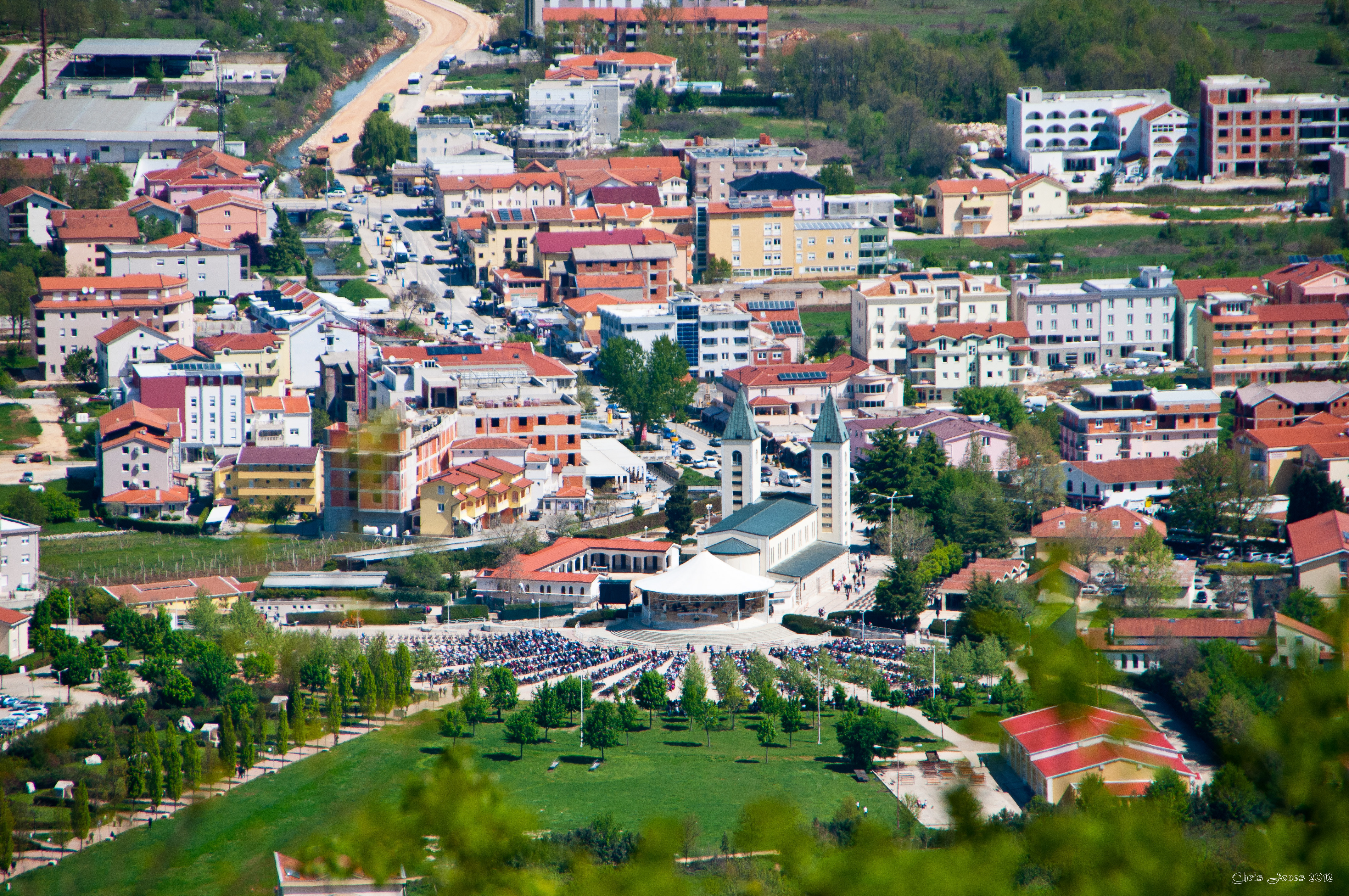
메주고레

메주고레(보스니아어: Međugorje, 크로아티아어: Međugorje, 세르비아어: Међугорје, Međugorje)는 보스니아 헤르체고비나의 마을로 높이는 200m, 인구는 2,306명(2013년 기준)이다. 메주고레라는 이름은 "산과 산 사이"라는 뜻을 갖고 있다. 행정 구역상으로는 보스니아 헤르체고비나 연방에 속하는 주인 헤르체고비나네레트바 주에 위치하며 지방 자치체인 치틀루크(Čitluk)에 속한다. 모스타르에서 남서쪽으로 약 25km 정도 떨어진 곳에 위치하고 있고 크로아티아 국경과 가까운 편이다. 지중해성 기후를 띤다.
1981년부터 이 곳에서 성모 마리아가 출현하는 현상인 성모 발현을 목격했다고 주장하는 사람들이 등장하면서 로마 가톨릭교회의 순례지로 여겨졌다. 모스타르 로마 가톨릭교회 교구는 원래 해당 현상을 초자연적인 존재의 발현으로 인정하지 않았지만 2010년 3월 17일에 교황 베네딕토 16세에 의해 카밀로 루이니 추기경을 위원장으로 하는 로마 교황청 산하 메주고레 현상 조사 위원회를 구성했다. 2018년 5월 31일에는 이 곳을 순례하는 순례자들을 위한 사목적 배려가 필요하다고 인정한 로마 교황청이 교황 프란치스코의 지시에 따라 이 곳에 교황청 상주 특사를 파견하였다. 2019년 5월 12일에는 로마 교황청이 메주고레 순례를 공식 승인했다.